# Буданов, Виктор Георгиевич
Виктор Георгиевич Буданов (1935—2019) — сотрудник советских и российских органов государственной безопасности, генерал-майор.

## Биография
Виктор Георгиевич Буданов родился 6 апреля 1935 года в городе Бийске Алтайского края. Окончил Новосибирский институт инженеров железнодорожного транспорта.
В начале 1960-х годов Буданов поступил на службу в органы Комитета государственной безопасности при Совете Министров СССР. Первоначально служил в контрразведывательных органах, в 1966 году перешёл в Первое главное управление КГБ СССР. Находился в заграничной командировке в Великобритании, где работал в составе лондонской резидентуры КГБ. 25 сентября 1971 года в числе 25 советских дипломатов, выданных перебежчиком Олегом Лялиным, был объявлен персоной нон грата и выслан в Советский Союз. Работал в подразделениях внешней разведки, занимавшихся африканскими странами. В 1974—1977 годах являлся куратором поселившегося в СССР разведчика Кима Филби.
С 1985 года служил в Управлении «К» Первого главного управления КГБ СССР, занимавшемся внешней контрразведкой. Вверенный ему отдел занимался обеспечением внутренней безопасности Первого главного управления. В 1987 году направлен в заграничную командировку в Германскую Демократическую Республику, где занял пост заместителя председателя представительства КГБ СССР при Министерстве государственной безопасности ГДР. В этот период под его руководством служил В. В. Путин. По возвращении в Советский Союз вернулся к работе в Управлении «К», непродолжительное время был заместителем его начальника, а затем сам возглавил Управление. После распада СССР продолжал службу во внешней разведке на должности начальника Управления. Советский перебежчик Олег Гордиевский, которого выявили как предателя контрразведчики под руководством Буданова, характеризовал его в своей книге как «одного из самых опасных и коварных сотрудников КГБ из Управления „К“».
Уйдя в отставку, занимался частным охранным предпринимательством, руководил фирмой IRIS. Умер 21 сентября 2019 года.